# Kasumigaura
Kasumigaura (jap. かすみがうら市 Kasumigaura-shi) – miasto w Japonii, w prefekturze Ibaraki. Ma powierzchnię 156,60 km². W 2020 r. mieszkało w nim 40 114 osób, w 15 188 gospodarstwach domowych  (w 2010 r. 43 541 osób, w 14 740 gospodarstwach domowych).

## Położenie
Miasto leży w środkowej części prefektury nad jeziorem Kasumigaura. Leży w odległości około 90 km od Tokio. Graniczy z miastami:
- Tsuchiura
- Ishioka

## Historia
11 lutego 1955 roku, w wyniku połączenia wiosek Shimoōtsu, Minami, Ushiwata, Saga, Anshoku i Shishiko, w powiecie Niihari powstała wioska Dejima (jap. 出島村). 1 kwietnia 1997 roku wioska zdobyła status miejscowości i zmieniła nazwę na Kasumigaura (jap. 霞ヶ浦町). 28 marca 2005 roku miejscowość Kasumigaura powiększyła się o teren miejscowości Chiyoda i zdobyła status miasta, zmieniając zapis nazwy na かすみがうら市.

## Populacja
Zmiany w populacji terenu miasta w latach 1950–2020: